# Agrostis australiensis
Agrostis australiensis é uma espécie de gramínea do gênero Agrostis, pertencente à família Poaceae.